# Isometria
En matemàtiques, una isometria o isomorfisme isomètric és un isomorfisme amb preservació de distància entre espais mètrics. Les figures geomètriques que es poden relacionar amb una isometria s'anomenen congruents. Les isometries són sovint usades en construccions en les quals un espai està inclòs en un altre.

## Definicions
Siguin X i Y espais mètrics amb mides dY i dX. Una funció ƒ: X → Y s'anomena amb preservació de distància si per a qualsevol x,y ∈ X es compleix 
{\displaystyle d_{Y}\left(f(x),f(y)\right)=d_{X}(x,y).}
Una funció amb preservació de distància és automàticament injectiva.
Una isometria global és una funció amb preservació de distància bijectiva. Una isometria de camí és una funció que preserva la mida de les corbes (no necessàriament bijectiva).
Dos espais mètrics X i Y s'anomenen isomètrics si existeix una isometria de X a Y. El conjunt d'isometries d'un espai mètric sobre si mateix forma un grup que respecta la composició de funcions, anomenant grup isomètric.
En una àlgebra associativa, una isometria és una transformació lineal {\displaystyle T} que compleix que {\displaystyle T(A^{n})=(T(A))^{n}}. Una isometria s'anomena directa si {\displaystyle T(AB)=T(A)T(B)} i indirecta si {\displaystyle T(AB)=T(B)T(A)}. Les isometries conserven el polinomi característic de la representació matricial de qualsevol element de l'àlgebra.

## Exemples
- Qualsevol reflexió, translació i rotació és una isometria global en espais euclidians.
- La funció R{\displaystyle \to }R definida per {\displaystyle x\mapsto |x|} és una isometria de camí, però no una isometria global.
- Les aplicacions lineals de Cn sobre si mateix són matrius unitàries.